# Xyris coronata
Xyris coronata är en gräsväxtart som beskrevs av Henry Haselfoot Haines. Xyris coronata ingår i släktet Xyris och familjen Xyridaceae. Inga underarter finns listade i Catalogue of Life.